# Le Grand Adieu

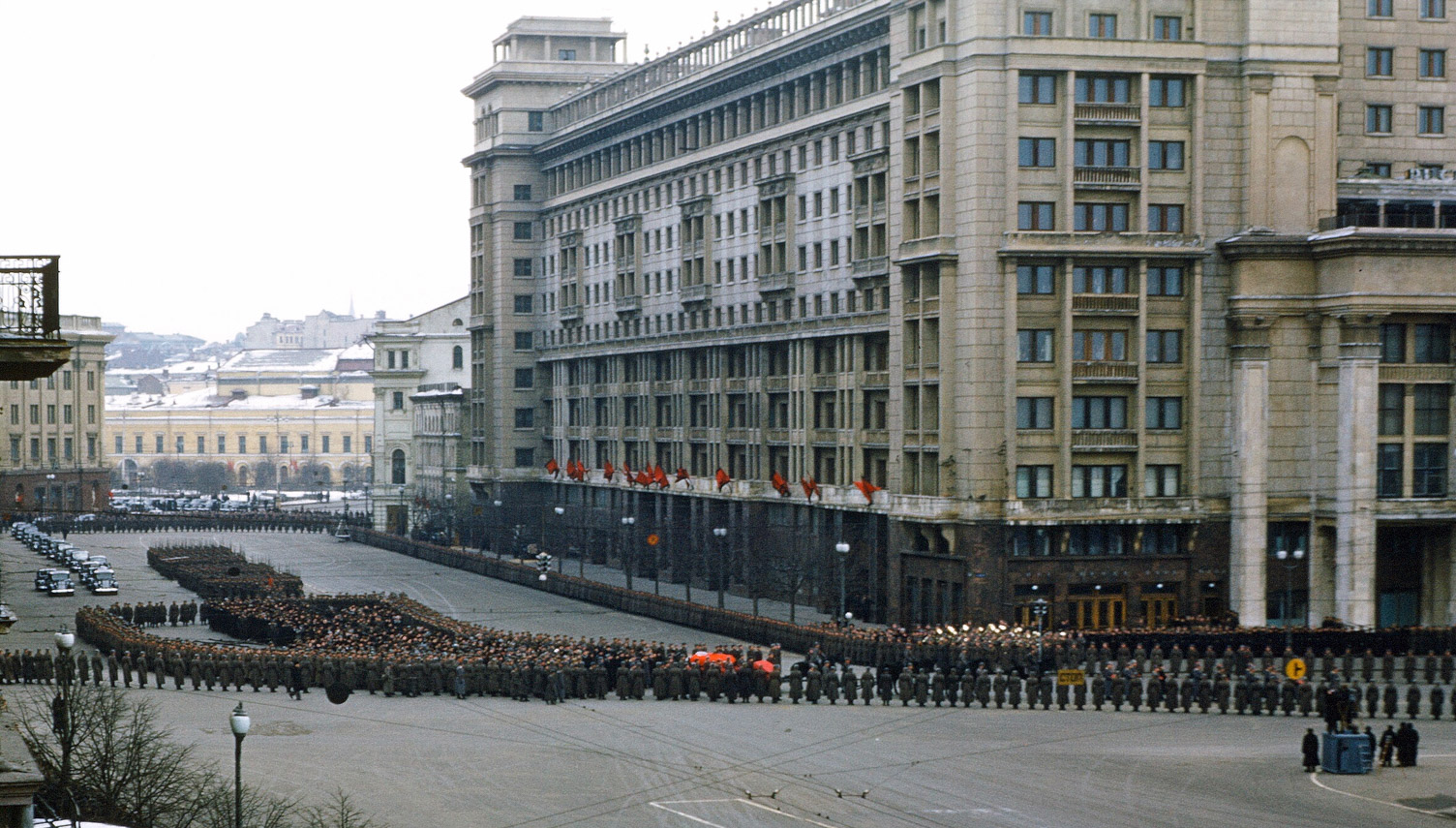
Funérailles de Joseph Staline, filmées par l'attaché adjoint de l'armée américaine, le major Martin Manhoff, depuis le balcon de l'ambassade

Le Grand Adieu (en russe : Великое прощание, Velikoye Proshchaniye) est un film documentaire soviétique réalisé en 1953 par Ilya Kopaline et Grigori Alexandrov. Il a pour contexte les funérailles de Joseph Staline. 

## Fiche technique
- Titre : Le Grand Adieu
- Titre original : Великое прощание
- Réalisation : Ilya Kopaline et Grigori Alexandrov
- Photographie : Ivan Beliakov (ru), Ruvime Khalouchakov (ru)
- Compositeur : Aram Khatchatourian
- Musique :  La mort d'Åase de Peer Gynt, Symphonie nº 3 de Ludwig van Beethoven, Requiem de Mozart
- Montage : Mikhaïl Tchiaoureli[3]
- Studio : Studio Central du film documentaire
- Pays d'origine : URSS
- Format : noir et blanc - Mono - 35 mm
- Genre : film documentaire historique
- Durée : 65 minutes
- Langue : russe
- Sortie : 1953